# Олешня (Охтирський район)
Оле́шня — село в Україні, у Чупахівській селищній громаді Охтирського району Сумської області. Населення становить 1062 осіб. До 2020 орган місцевого самоврядування — Олешнянська сільська рада. Село розташоване на річці Олешні.

## Географія
Село Олешня знаходиться на березі річки Олешня, вище за течією примикає село Мартинівка (Тростянецький район), нижче за течією на відстані 1,5-2 км розташовані села Садки, Лисе і Горяйстівка.
У селі кілька ставків. До села примикають лісові масиви (дуб). Поруч із селом проходила залізнична гілка вузькоколійки Охтирка—Олешня—Чупахівка—Зіньків.

## Історія
Засновано 1631 року українцями на межовій території Речі Посполитої та Московської держави. З середини 17 століття — сотенний центр (містечко) Охтирського полку Слобідської України.
З 1708 року містечко стало позаштатним містом Алєшня у складі Київської губернії Московського царства. З 1719 року — позаштатне місто у складі Білгородської провінції Київської губернії Московського царства. З 1727 року — позаштатне місто Білгородської провінції Білгородської губернії Російської імперії.
1771 року побудовано Свято-Михайлівську церкву в стилі лиманської архітектурної школи. До нашого часу церква не збереглась.
Станом на 1780 рік у державній військовій слободі Охтирського повіту Харківського намісництва Олешні мешкало 1127 «казенних душ» і 29 «підданих душ».
За даними на 1864 рік у казенній слободі, центрі Олешанської волості Лебединського повіту Харківської губернії, мешкало 2752 особи (1357 чоловічої статі та 1395 — жіночої), налічувалось 464 дворових господарства, існували 2 православні церкви, училище та поштова станція, відбувалось 4 ярмарки на рік.
Станом на 1914 рік кількість мешканців села зросла до 5222 осіб.
Село постраждало внаслідок геноциду українського народу, проведеного урядом СССР 1932—1933 та 1946—1947 років. Під час організованого радянською владою Голодомору 1932—1933 років померло щонайменше 448 жителів села. Фактично, Олешня стала центром комуністичного розбою для цілої околиці. За свідченням мешканки села Комарівка Ганни Крамаренко, саме в Олешні були сформовані крупні банди так званих активістів — комсомольців та сільського люмпену, які грабували селян та доводили до голодних шоків і смертей:
| Знаючи, що в Олешні творилося нелюдське, Хома Чумаченко організував інтернат (у Комарівці) - розкуркулені хати пустували. Бере з Олешні 30 дітей-сиріт. Особисто вигодовує, одягає. ...В Комарівку часто навідувалися олешнянські «гості» - активісти, які хотіли й тут оббирати людей, встанолвювати свої порядки, та Хома Якович їх стримував і не давав розгулятися... |

## Відомі люди
- Горобець Руслан Миколайович (1990—2022) — солдат Збройних Сил України, учасник російсько-української війни[7].
- Довгий Степан Іванович — командир гармати 297-го окремого винищувально-протитанкового дивізіону 322-ї стрілецької дивізії 13-ї армії Центрального фронту, старший сержант. Герой Радянського Союзу.
- Мокренко Юрій Омелянович — фронтовик-орденоносець, батько Народного артиста СРСР Анатолія Мокренка.